# AlmaLinux
AlmaLinux je linuxová distribuce, která by měla být binárně kompatibilním downstreamem distribuce Red Hat Enterprise Linux tím, že použije jeho veřejně přístupné zdrojové kódy. Je tak alternativou k distribuci CentOS, která podle oznámení z 8. prosince 2020 přešla na konci roku 2021 na průběžně vydávaný model distribuce CentOS Stream.

## Vydání
| Verze | Vydáno     | Opravy chyb | Konec podpory |
| ----- | ---------- | ----------- | ------------- |
| 8     | 2021-01-01 | 2024-05-31  | 2029-05-31    |
| 9     | 2022-04-19 | 2027-05-31  | 2032-05-31    |

## Projekt ELevate
Projekt AlmaLinux oznámil v září 2021 nástroj Elevate, který umožňuje aktualizace mezi hlavními verzemi linuxových distribucí z běžícího systému. Nástroj je vyvíjen jako univerzální pro celý ekosystém, nejen pro AlmaLinux. Elevate podporuje také migraci do/z jiných distribucí a je otevřený pro zlepšování od kohokoliv.
V lednu 2024 byl nástroj rozšířen o podporu pro další repozitáře. V dubnu 2024 byla přidána podpora pro upgrade z CentOS 6 na CentOS 7, což umožnilo upgradovat z CentOS 6 po krocích až na aktuální verzi 9 zvolené distribuce.